# نیه‌برکوپ
نیجبرکوپ (به هلندی: Nijeberkoop) یک منطقهٔ مسکونی در هلند است که در اوست‌استلینگ‌ورف واقع شده‌است. نیجبرکوپ ۲۶۸ نفر جمعیت دارد.